# آبخیز اروپایی

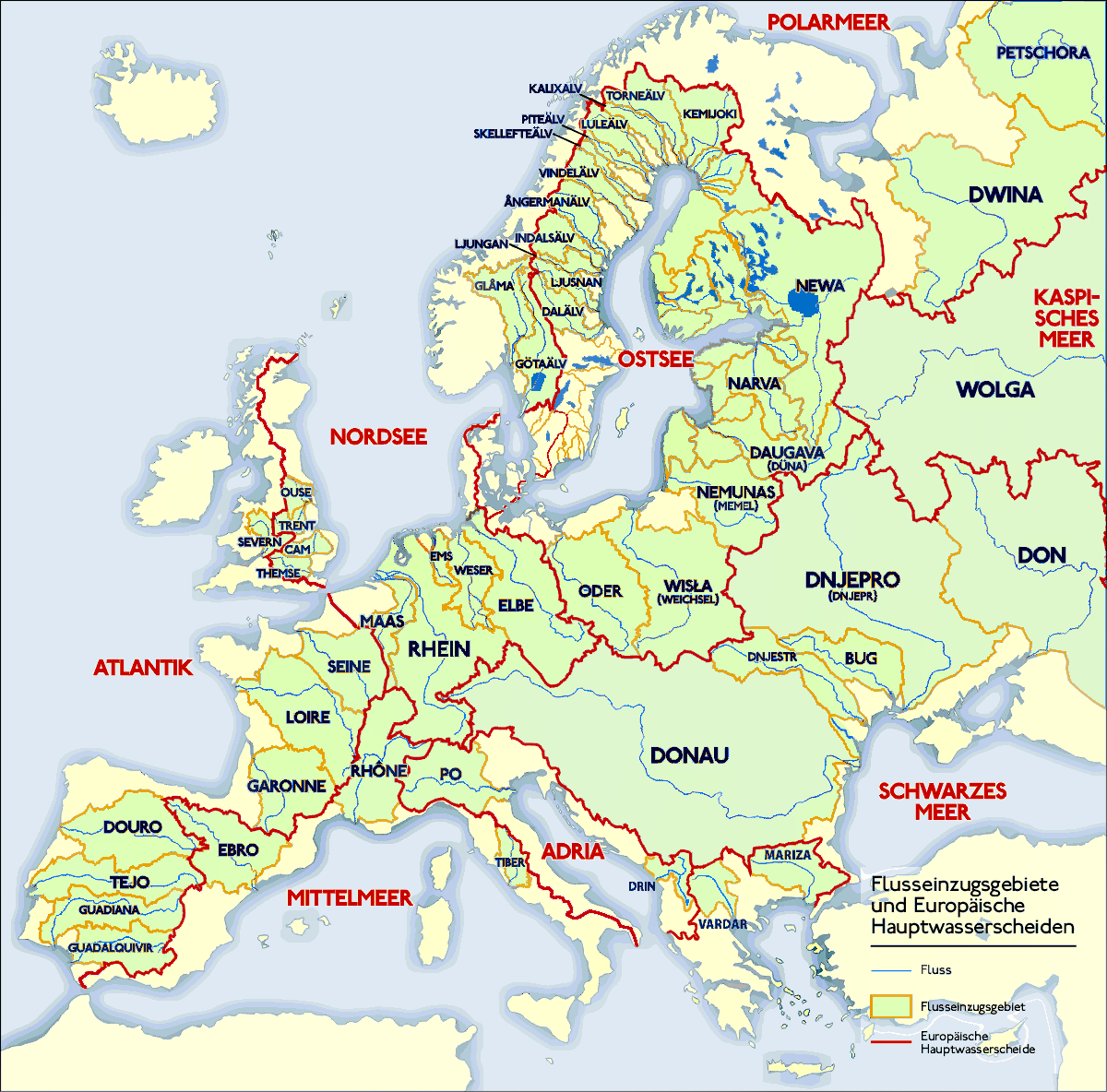
تقسیمات اصلی زهکشی اروپایی (خطوط قرمز) حوضه‌های آبخیز (مناطق سبز) را جدا می‌کند.

حوضه اصلی آبخیز اروپایی (به انگلیسی: European watershed)، تقسیم زهکشی ("حوضه آبخیز") است که حوضه آبریز رودخانه‌هایی را که به اقیانوس اطلس، دریای شمال و دریای بالتیک می‌ریزند از رودخانه‌هایی که از دریای مدیترانه، دریای آدریاتیک و دریای سیاه تغذیه می‌کنند جدا می‌کند. از نوک شبه‌جزیره ایبری در جبل الطارق در جنوب غربی تا حوضه بسته دریای خزر در روسیه در شمال شرقی امتداد دارد.